# Jeju Air
Jeju Air (koreanska: 제주항공, IATA:7C, ICAO:JJA) är ett sydkoreanskt flygbolag, baserat på ön  Jeju. Företaget flyger till mer än 50 destinationer i ett tiotal länder i Asien, till Guam och Ryssland. Flygbolaget har baser på Jeju International Airport, Incheon International Airport i Seoul och Gimpo Airport i Seoul. 
Företaget grundades i januari 2005 och började flyga den 5 juni 2006. Den 
11 juli 2008 genomförde det sin första internationella flygning mellan Jeju och Hiroshima. 
Flygbolaget använder uteslutande Boeing 737 på sina linjer men har beställningar på 40 stycken Boeing 737 MAX-plan med en opinion på tio till. 
Under sommaren 2008 opererade företaget på åtta charter-linjer mellan New Kitakyushu Airport och Incheons internationella flygplats.

## Destinationer
Jeju Air bedriver trafik till mer än 50 destinationer i Filippinerna, Japan, Kina, Laos, Malaysia, Nordmarianerna, Ryssland, Singapore, Sydkorea, Taiwan, Thailand, USA (Guam) och Vietnam.

## Olyckor och incidenter
Söndagen den 29 december 2024 strax efter klockan 9 lokal tid (0 UTC) buklandade en Boeing 737-800 från Jeju Air på Muan International Airport i Sydkorea och gled av landningsbanan. Flygplanet, som hade 175 passagerare ombord och en besättning på sex personer, började brinna och 179 personer miste livet.